# Barcelona Ladies Open 1986
Il Barcelona Ladies Open 1986 è stato un torneo di tennis giocato sulla terra rossa.
È stata la 6ª edizione del torneo, che fa parte del Virginia Slims World Championship Series 1986.
Si è giocato al Real Club de Tenis Barcelona di Barcellona in Spagna, dal 5 all'11 maggio 1986.

## Campionesse

### Singolare
Petra Huber ha battuto in finale  Laura Garrone con il punteggio di 7–6(4), 6–0

### Doppio
Iva Budařová /  Catherine Tanvier hanno battuto in finale  Petra Huber /  Petra Keppeler con il punteggio di 6–2, 6–1